# سیارک ۸۶۱۶
سیارک ۸۶۱۶ (به انگلیسی: 8616 Fogelquist، نامگذاری:1980FY4) هشت هزار و ششصد و شانزدهمین سیارک کشف شده‌است که در ۱۶ مارس ۱۹۸۰ کشف شد.
قدر مطلق سیارک برابر ۱۴٫۵۰ است.